# Белларін (півострів)
Белларін (англ. Bellarine) — півострів, розташований на південному заході від Мельбурна у Вікторії. Омивається Бассовою протокою. Первинно територію півострова населяли австралійські аборигени до самого приходу сюди європейських поселенців на початку XX століття.
Нині на півострові проживає близько 55 000 чоловік.
Береги півострова — надто підступні. Вони вже стали причиною багатьох корабельних катастроф. Найгучніші з них:
- Граф Камелот — потонув поблизу берегів півострова у 1853 році.
- Гора Мейд — затонув після зіткнення із судном SS Queen (1856).
- Озон — затонув 1925 року
- HMAS J3 — затонув 1926

## Галерея

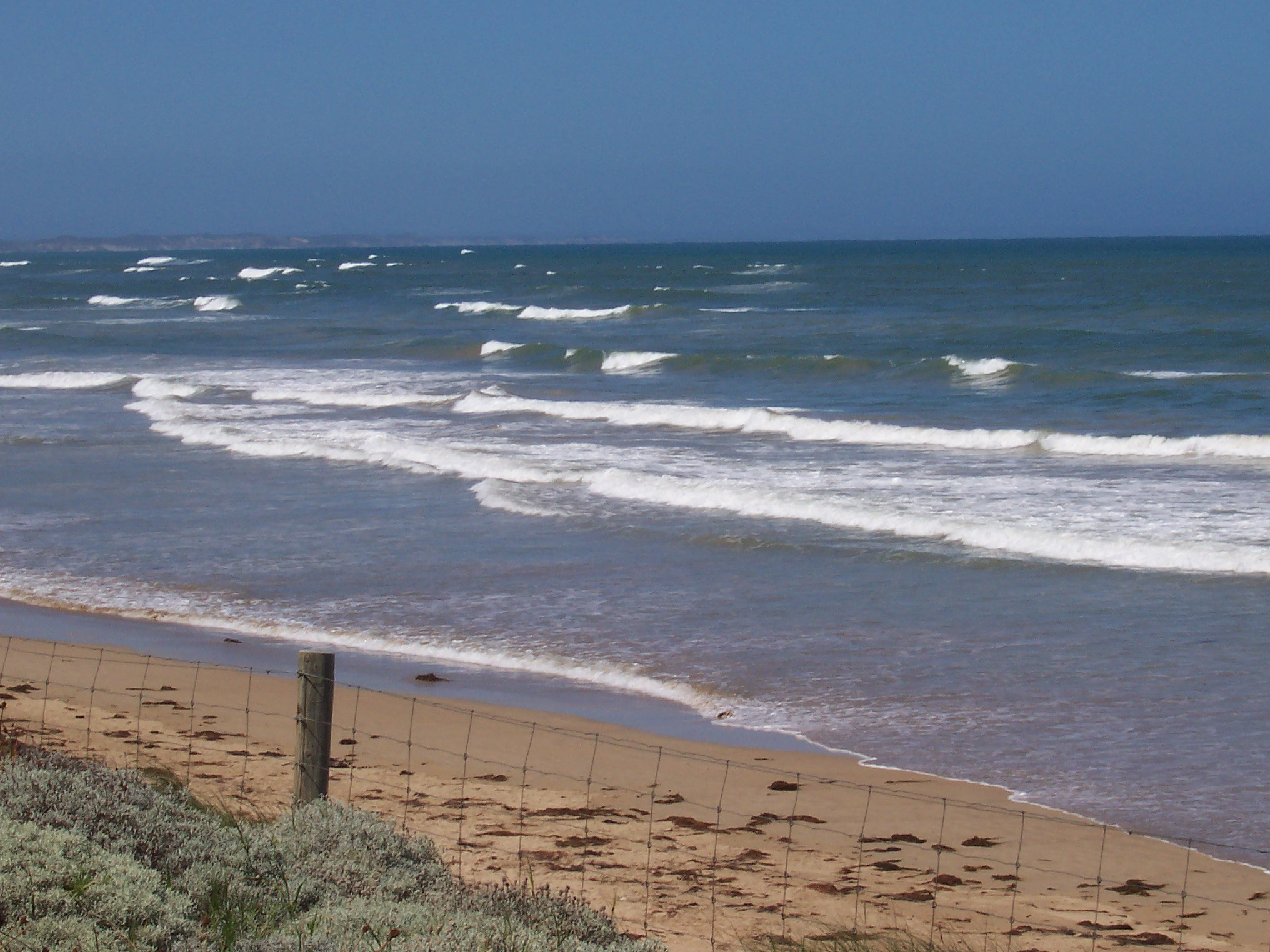
Узбережжя Басової протоки
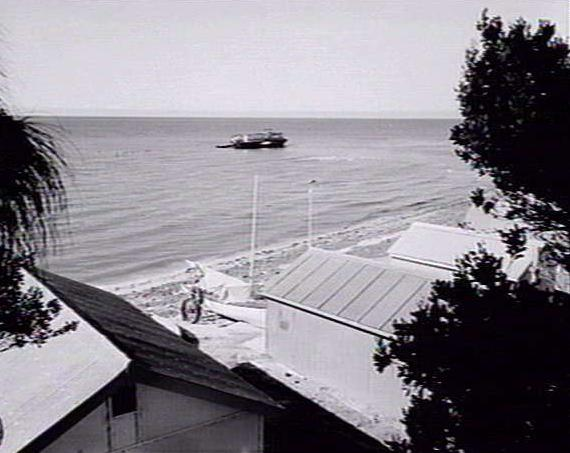
Корабельна аварія пароплаву «Озон», 1955 рік
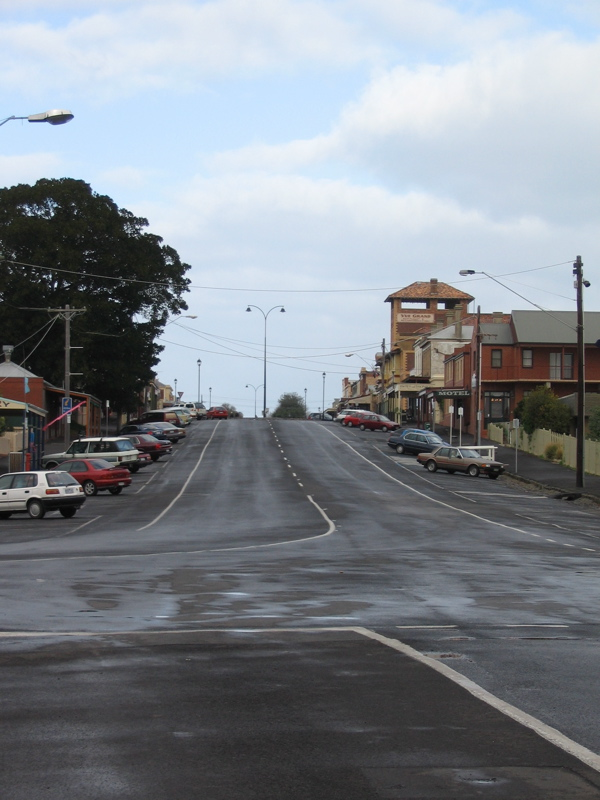
Головна вулиця Квінскліффа